# Kafala-systemet
Kafala-systemet (Sponsor-systemet), är ett system som reglerar anställningsförhållandet mellan migrantarbetare och deras arbetsgivare i ett flertal Gulfstater. Det gäller främst arbetare anställda inom byggnarbetsbranschen och som hembiträden i Bahrain, Kuwait, Libanon, Oman, Saudiarabien och Förenade arabemiraten.
Kafala-systemet innebär att varje migrantarbetare behöver ha en sponsor som fungerar som deras lagliga förmyndare under deras anställningstid, med ansvar för deras pass och lagliga status. Kafala-systemet har kritiserats av människorättsorganisationer för att kränka arbetares rättigheter, då det har gjort det vanligt för arbetsgivare att hindra anställda från att lämna landet genom att beslagta deras pass och sedan exploatera dem utan risk för lagliga efterverkningar.
Kafala står inom islamisk lag för adoption. Vid mitten av 1900-talet avskaffades slaveriet på Arabiska halvön: i Bahrain 1937, Kuwait 1949, Qatar 1952, Saudiarabien 1962 och Oman 1970. De arbeten som tidigare utfördes av slavar från Afrika och Asien utfördes därefter i fortsättningen av Kafala-arbetare från dessa länder. Ursprunget till det moderna systemet har ibland tillskrivits de koloniala britterna, som under kolonialtiden anställde indier i sina arabiska besittningar. 
Bahrain avskaffade formellt Kafala-systemet 2009. Förbudet har dock kritiserats för att vara en pappersprodukt. Förenade arabemiraten genomförde en liknande reform 2017 och Qatar 2019. Dessa reformer har dock också kritiserats för att inte tillämpas i praktiken.

## Bakgrund
Kafala-systemet, även kallad sponsorsystemet expanderade på 1950-talet, då oljeindustrierna i gulfstaterna började expandera och berikas. Samtidigt avskaffades slaveriet i Gulfstaterna vid 1900-talets mitt. Under denna tid blev det för gulfstaterna viktigt att ha arbetare till att ta hand om projekt kopplade till landets infrastruktur. Det fanns dock inte tillräckligt många invånare i dessa länder, vilket i sin tur innebar att arbetare från utlandet behövdes föras in för tillfälligt arbete. Majoriteten av migrantarbetarna är från Afrika och Södra Asien. Så småningom blev målet med Kafala-systemet att erbjuda tillfällig och roterande arbetskraft som snabbt skulle föras in i landet under en period då landet präglades av  högkonjunktur (företagen producerar mer, företag investerar mer, minskad arbetslöshet) och utvisa under mindre förmögen period, då ekonomin inte var lika bra. Systemet skapades därför till en början så att länder skulle kunna komma med billig, stor och överflödig arbetskraft vid en tid då växande ekonomi rådde.

## Hur Kafala-systemet fungerar
Systemet ger arbetsgivare, som även kallas för migrantarbetarnas sponsor, makten att betala för arbetarnas visum och ge dem uppehållstillstånd. Under processen skrivs kontrakt på och en del avtal utförs. Detta gör det lagligt för migrantarbetare att åka och jobba i ett annat land för ett företag. I princip har företaget makt över migrantarbetarna. Arbetsgivaren kan stoppa migrantarbetare från att byta jobb under den tid som kontraktet gäller. Kontraktet gäller i många fall i under 5 år. Skulle det visa sig att en viss arbetare inte dyker upp på sin arbetsplats eller är ”försvunnen” under denna tid, kan det leda till att arbetaren blir gripen eller deporterad tillbaka till sitt hemland. Arbetsgivaren är dessutom den som bestämmer huruvida arbetarna har rätt att lämna landet och som verkställer deras utresetillstånd. 

## Risker

### Begränsad rörelse och kommunikation
Arbetsgivaren får ta bort pass som är regelbundna för arbetarna, ta deras visum, telefoner och begränsa hemtjänstemän till sina hem. De som inte jobbar hemma bor i många fall i proppade sovsalar. Till följd av detta ökar risken för bland annat smittspridningar. 

### Skuldslaveri
De flesta länderna runt i världen kräver att arbetsgivaren betalar rekryteringsavgifter. I detta fall brukar arbetsgivaren skuldbelägga arbetaren, genom att lägga över dessa avgifter på arbetstagaren, som i efterhand tar lån för att kunna betala av avgifterna, alternativt står de i skuld till arbetsgivaren. Till följd av detta använder arbetsgivaren sin makt genom att sänka eller inte alls ge arbetaren sina löner, för att själv ta pengarna och betala av avgifterna. 

### Tvångsarbete
Arbetsgivaren använder sig av bedrägeri samt tvång. Bedrägeri uppstår då rekryteraren i många fall använder sig av kontraktssubstitution som arbetaren medvetet accepterar genom att underteckna, och då accepterar arbetaren även dåliga löner och arbetsvillkor. Många av dessa kontrakt står på språk arbetaren inte förstår. 

### Visa handel
Olagligt söker sponsorerna arbetsvisum till andra arbetsgivare under tiden de övergår officiellt till arbetstagarens arbetsgivare. Därav tillämpar den nya rekryteraren inte samma arbetsvillkor, arbeten eller löner. 

### Olaglig uppehållstillstånd
För att stanna kvar i landet lagligt måste arbetsgivaren tillåta detta. Det innebär att arbetaren blir beroende av sina sponsorer för att kunna stanna lagligt, då sponsorn kan ogiltigförklara deras status av vilken anledning som helst. 